# 堀河親賀
堀河親賀（ほりかわ ちかよし、文政5年（1822年）7月20日 - 明治13年（1880年））は、江戸時代後期から明治時代にかけての公卿。
安政5年（1858年）、日米修好通商条約締結に反対し、実弟の岩倉具視や堀河康隆らとともに廷臣八十八卿列参事件に参加した。

## 官歴
- 天保6年（1835年）：従五位上
- 天保10年（1839年）：正五位下
- 弘化3年（1846年）：右兵衛権佐、従四位下
- 嘉永3年（1850年）：従四位上
- 嘉永6年（1853年）：正四位下
- 安政4年（1857年）：従三位
- 文久元年（1861年）：正三位

## 系譜
- 父：堀河康親
- 母：勧修寺経逸の娘
- 弟：岩倉具視
- 弟：藤大路納親
- 弟：桜井供親
- 弟：堀河康隆
- 妹：堀河紀子